# Alphyn

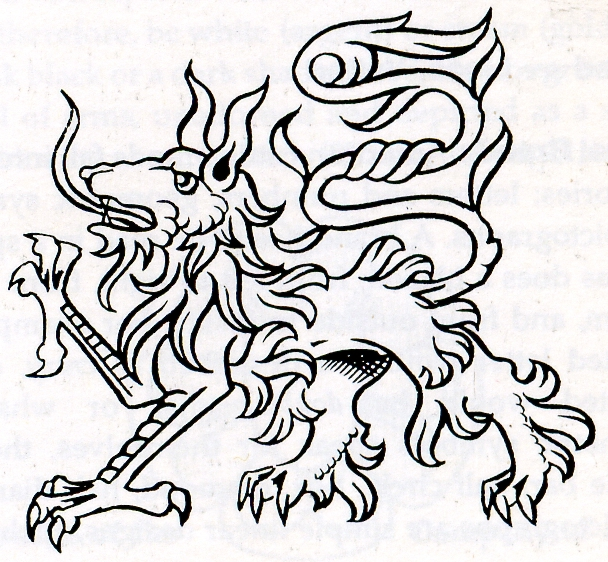
Darstellung eines Alphyns

Ein Alphyn ist ein Fabelwesen.

## Beschreibung
Der Alphyn ähnelt dem heraldischen Tiger, ist jedoch stämmiger und mit den Körper bedeckenden Haarbüscheln, einer fülligen Mähne und einer langen dünnen Zunge ausgestattet. Ein anderes erwähnenswertes Charakteristikum ist der geknotete Schwanz, der an einen keltischen Entwurf erinnert und der dem eines Greifs ähnlich ist. Manchmal wird er mit Adler- beziehungsweise Drachenklauen oder Ziegenhufen an den Vorderbeinen dargestellt, und gelegentlich werden alle vier Füße wie die Pranken eines Löwen gezeichnet.